# 伯斯科雷阿萊別墅
伯斯科雷阿萊別墅（英語：Villa Boscoreale）是對多棟在義大利 伯斯科雷阿萊地區所發現的古羅馬別墅的泛稱。這些別墅在西元79年維蘇威火山噴發時，與龐貝城和赫庫蘭尼姆一同遭到掩埋並保存至今。今日原址可見的只剩里賈納別墅，其它別墅在被發現後不久就被重新掩埋。由於這些別墅有著農用區域，有時甚至缺乏最豪華的娛樂消遣設施，因此可被歸類為「鄉村風格」的鄉村別墅（Villa rustica）而不是休閒風格（otium），但它們經常裝修像是壁畫等華麗飾品來證明屋主財力。其中最重要的發現是希尼斯特別墅（Villa of Publius Fannius Synisto）的精美壁畫和德拉皮薩內拉別墅（Villa della Pisanella）的奢華銀器收藏，這些文物目前在幾個主要博物館陳列。
在羅馬時代，這個地區雖然鄰近龐貝城等城市，但與坎帕尼亞一樣仍以農業為主，專門生產葡萄酒和橄欖油。
在附近的伯斯科雷阿萊古物陳列館（Antiquarium di Boscoreale）亦可見到別墅的相關資訊和物品。

## 伯斯科雷阿萊的其他別墅
附近也發現許多其他羅馬別墅，這些別墅通常是在19世紀末被「尋寶獵人」找到後重新埋葬，以下是值得注意的別墅：
- in "d'Acunzo property", Piazza. Stazione FF.SS.[4]
- of N. Popidius Florus, from which frescoes were taken
- in via Casone Grotta (found in 1986)
- of M. Livius Marcellus[5]
- of fondo Prisco[6]
- of Asellius
- in contrada Giuliana, Fondo Zurlo.[7]
- in contrada Cività, Fondo Brancaccio[8]
- of Piazza. Mercato, Proprietà Cirillo[9]
- in contrada Centopiedi-al Tirone, Proprietà Vitiello[10]

## 里賈納別墅

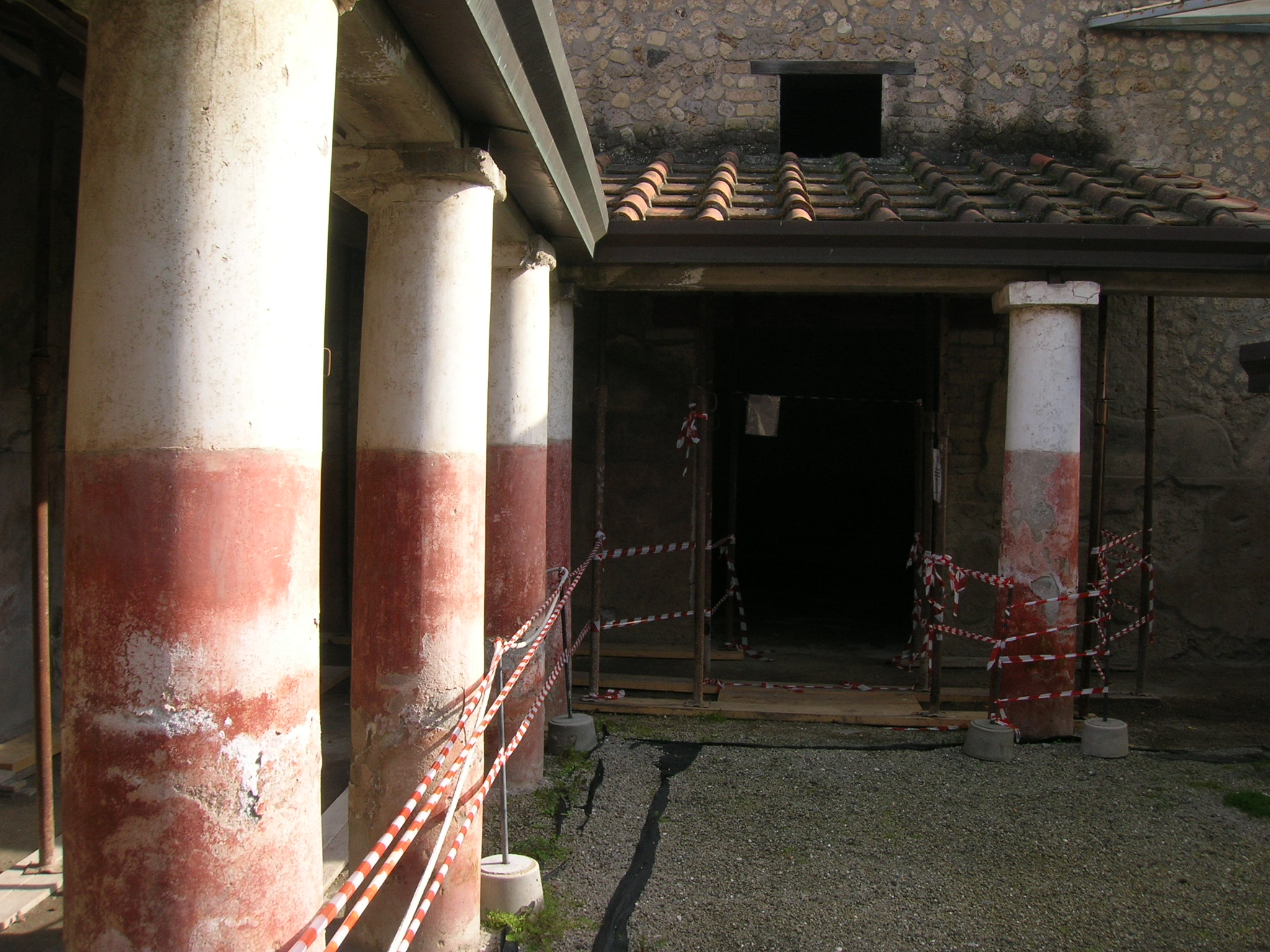
里賈納別墅

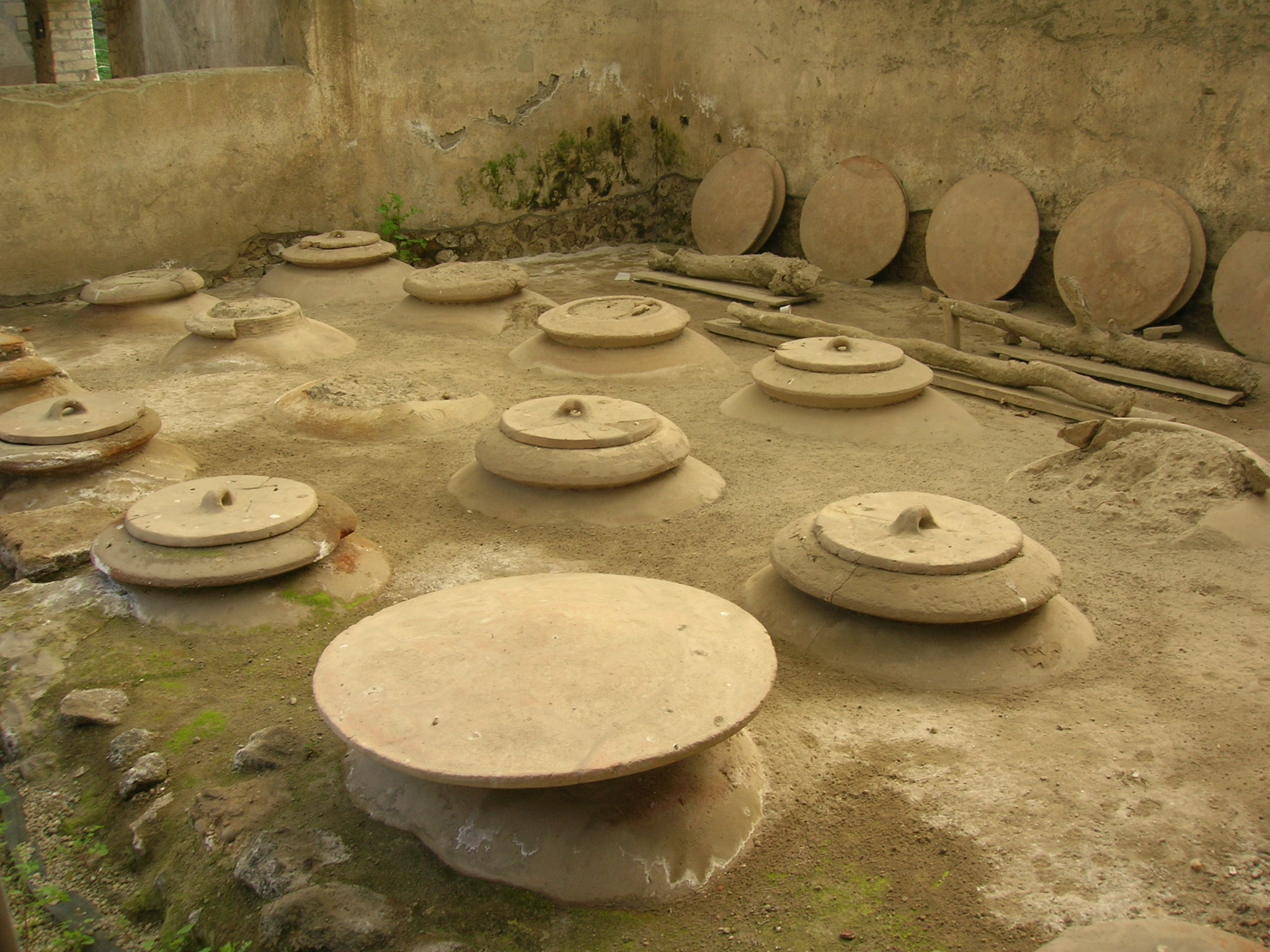
带有“dolia”的酒窖

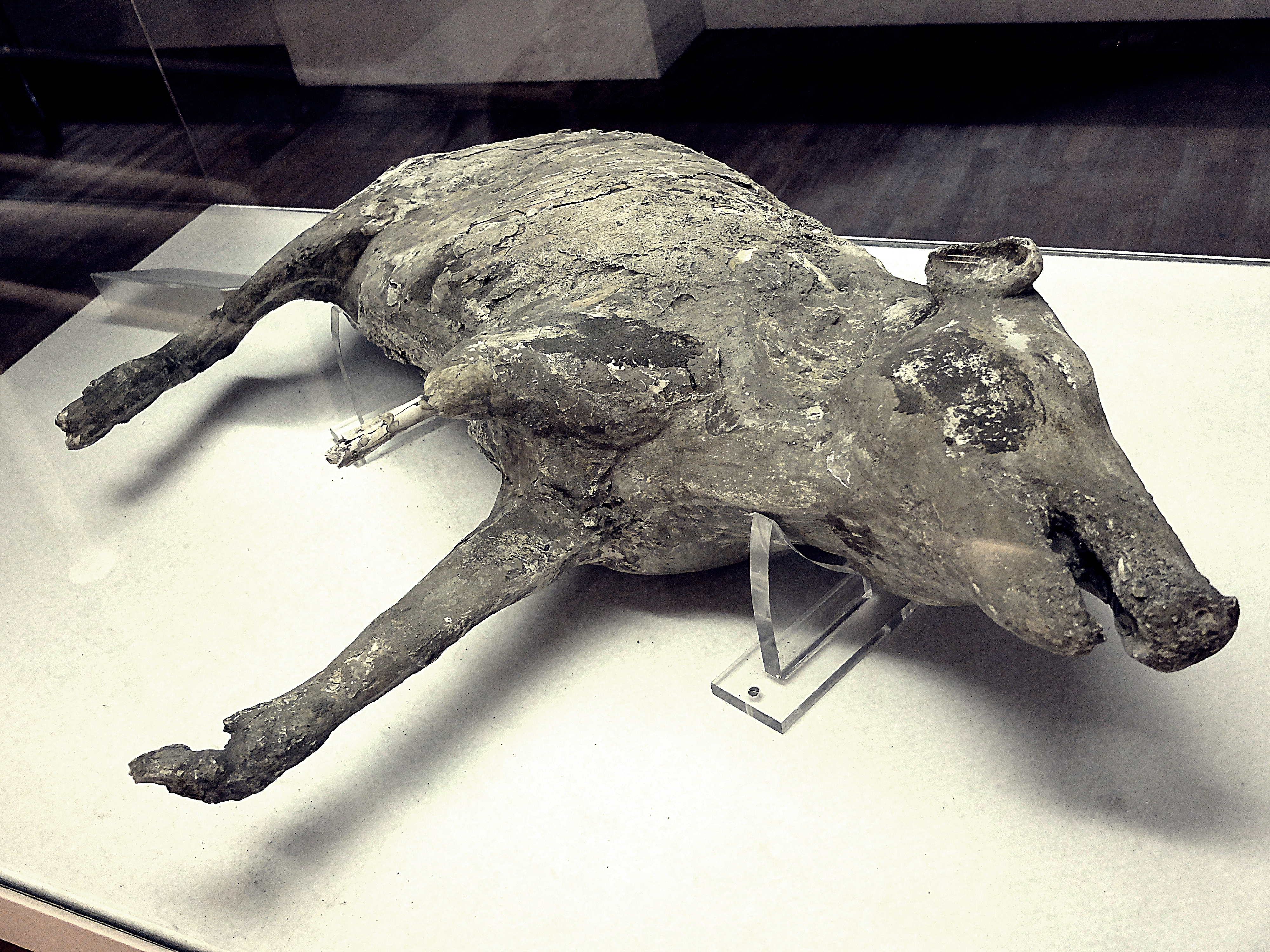
里賈納別墅房間內發現的豬

這座質樸的別墅於1977年才被發現，因此完整保存在地下8公尺處。別墅是舒適的工作農場，跟附近他人的豪華莊園有所不同。儘管如此，優雅的中央庭院有三面由紅白灰泥柱組成的柱廊。
有大量的陶器和農具被發現。最初入口的門的石膏模型是用留下的中空空間製作的。在這裡也發現一頭在災難中死亡的豬，並將其石膏模型製作出來。
局部的葡萄酒榨汁機也被保存了下來。別墅中心附近有酒窖，內有18個dolia ，總容量達10000公升為了儲存葡萄漿而被埋藏在榨汁機附近。
不同尋常的是，有一盞可以追溯到公元3-5世紀的油燈被發現，顯示這個地方在後羅馬時代就曾有人挖掘進入。
人們發現了羅馬藤蔓植物的根部在地上所留下的洞，並再次在其中種植了藤蔓植物。

## 希尼斯特別墅

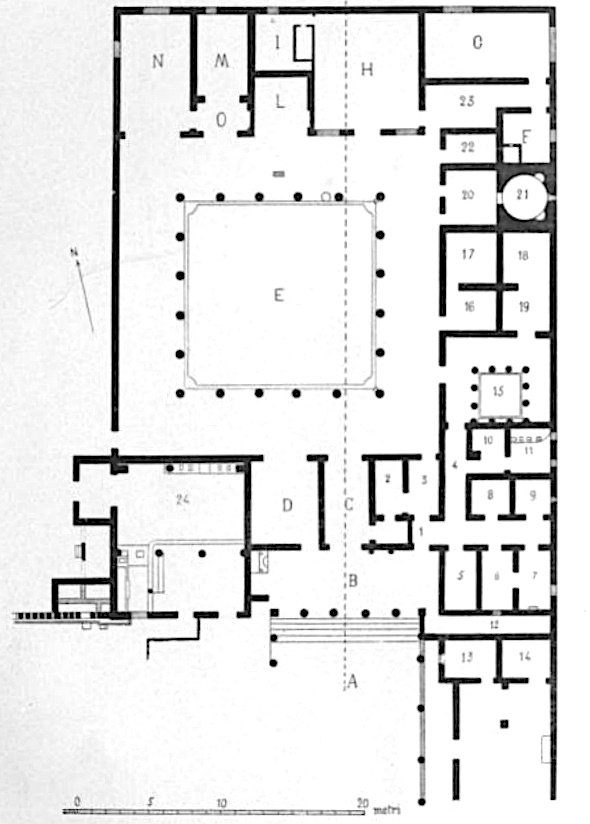
希尼斯特別墅平面圖

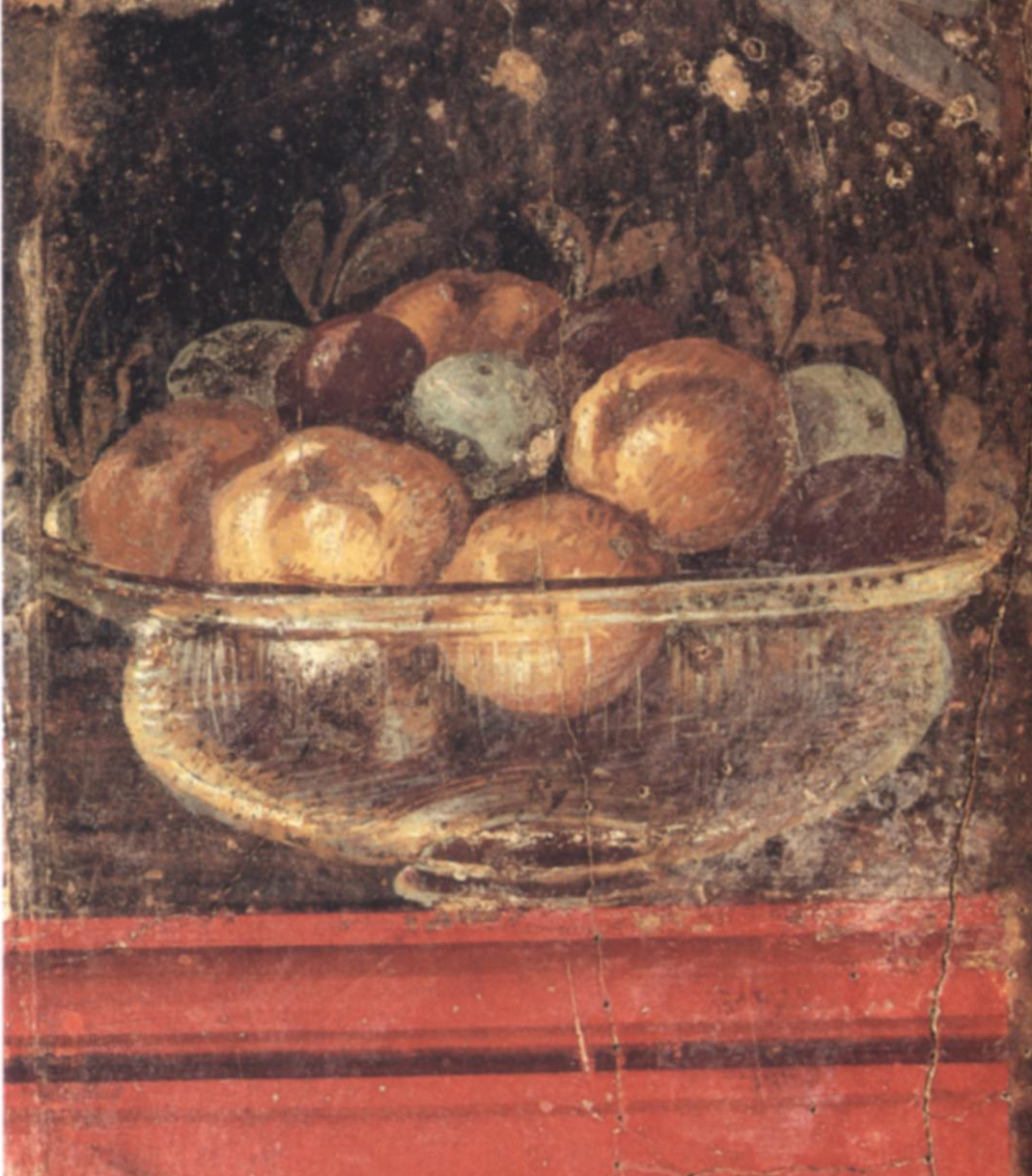
裝著水果的透明玻璃碗。希尼斯特別墅臥室M的壁畫細節

希尼斯特別墅在這個地區與其它別墅相比，面積不算太大，且沒有中庭、游泳池或雕塑品，但其壁畫的美感和品質都非常卓越。
石碑和塗鴉中的證據顯示，屋子可能於西元前40-30年左右建成。這座別墅於1900年被私人發現、挖掘、拆除部分結構後重新掩埋。
這座別墅有三層樓，配有一間浴室以及通往馬廄和農用建築的地道，後者未遭到挖掘。居住區的一樓中央由圍繞著列柱中庭的三十多個房間或圍牆組成。這座建築有個引人注目的主要入口，入口有五個寬闊的臺階，通向帶柱廊的前院，而不是典型的中庭。
這棟別墅的所有權一直存在爭議。雖然希尼斯特（P. Fannius Synistor）無疑是此處的居民，但出土的青銅碑還示出另一個名字「弗洛魯斯」（Lucius Herennius Florus）。在古羅馬有許多東西都會以印章標記來表示所有權。人們認為，既然這塊寫有「L. HER. FLO」的青銅碑是在別墅內發現，那麼必然是代表別墅所有權的標志。這兩個人是唯一被確認的公元前1世紀初和公元1世紀的所有者，不過在更早之前可能還有其它所有者。

### 藝術

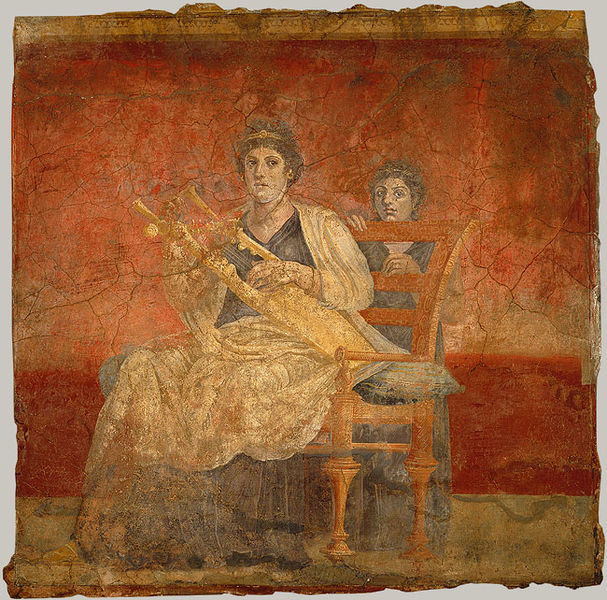
一名呈坐姿的女子拿著西塔拉琴的壁畫，公元前40-30年，來自希尼斯特別墅，為羅馬共和國晚期，但人物最有可能是描繪托勒密埃及的貝勒尼基二世，因為她頭上戴著「司蒂芬尼頭飾」（stephane，即皇家帶狀王冠）

該別墅以其藝術作品而聞名，尤其是其技藝精湛的濕灰泥壁畫（Buon Fresco），據說是迄今為止所發現的最上乘的古羅馬壁畫 ，這些壁畫遭到拆下後，被拿去拍賣，現在分散在世界各地。
壁畫中的人物大多具有希臘希臘化或古典主義的特徵。比如在客廳中所發現的壁畫似乎是對哲學家的描繪，如伊壁鳩魯、芝諾或邁內德姆斯，或者可能是古老的国王，如賽普勒斯的國王辛尼拉斯（Cinyras）。同樣，第二風格的臥室為希臘化風格，例如在萊森墓或卡里克勒斯陵墓所見。 這些壁畫被認為是在羅馬共和國即將結束，古典主義逐漸衰落之際，對當時的風格和品味所作的有趣註解。在家中的希臘畫作貌似當時被認為是可以接受的作品，甚至是受到讚賞和有品味的。這些壁畫之所以能在接二連三的維蘇威火山噴發中倖存，是由於其壁畫工作技術及未使用如靛藍、泰耳紫、茜草紅紅等有機顏料。有一些黄赭色的部分已轉變成紅色，表明承受過的溫度已超過300℃。
大都會藝術博物館與倫敦國王學院合作建立別墅的虛擬模型，將散落四處的壁畫結合。該模型所依據的資料如下：考古學家 Felice Barnabei（1902 年）在挖掘時所記錄的筆記和平面圖，挖掘現場的拍攝，Phyllis W. Lehmann (1953) 的研究和平面軸測圖，由Maxwell Anderson (1987) 對牆上圖像所作之定位。

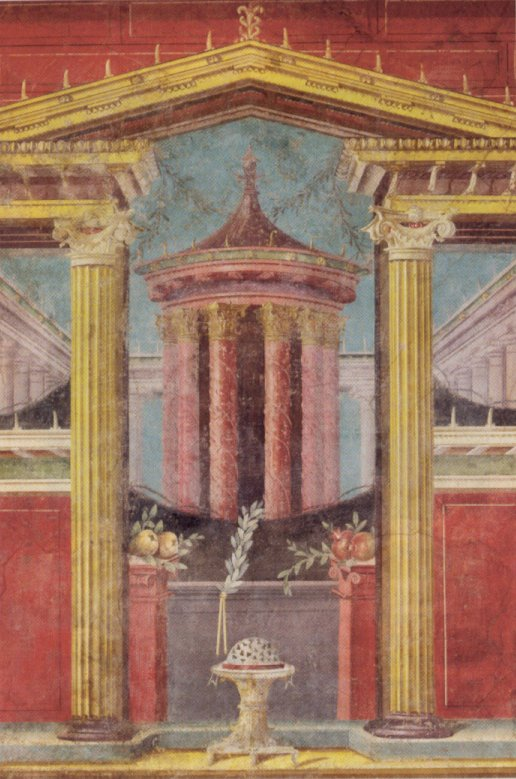
大都會藝術博物館，伯斯科雷阿萊的羅馬壁畫

### 大都會博物館對臥室的重建
目前根據原始壁畫所作的最完整重建是一間臥室（稱為cubiculum diurnum）的壁畫，自1903年以來一直是大都會博物館的館藏，2007年起成為該館新羅馬畫廊的特徵。這間臥室的壁畫大部分是重新清理過的，再加上重建牆體所繪製的高完成度壁畫，這些在座石（socle）或護壁板（dado）上方具第二羅馬風格的寬闊壁畫，讓牆面除了上方加之其它特徵的柱頂過梁（architraves）和柱子之外，就像通往外面一樣，這些畫將建築、柱子、風景、花園場景、宗教雕像等生動建築景觀框在同一個畫面中，強調了擴張和宏偉，但沒畫出人，只有在窗邊矮牆上有一些鳥。這也是其它未重建的房間所採用的技法。例如，在另一間被稱為M室的臥室裡，柱子上的壁畫被描繪得就像要擴張到了另一間房間，帶給人一種更開闊、幾乎沒有盡頭的空間感。這間大都會博物館的臥室長牆（5.8公尺）的裝飾面互為鏡像，也許是稍加變化的壁畫摹繪。此外，每面牆都被畫好的柱子分成四塊。

繪畫中的距離是藉由一系列正交的建築表面建立起來的，並透過重疊的遮蔽、透視收縮、縮減、顯著的空間透視來表示，但沒有一致的消失點。造型由帶有輕微選擇性投射的側陰影所表示。近景的龐貝紅和遠景較黯淡的藍色色調形成對比，為深度提供了額外的有效線索。房間有一扇朝北的外窗，維蘇威火山的火山碎屑流似乎是從這扇窗進入的。作為複雜描繪方案的一部分，牆的護牆板或較低矮的部分被描繪成它們自己，但採用第一風格。那裡的壁架和壁龕顯示了近處的物體：「架上和桌上的金屬和玻璃瓶飾就像從牆上伸出來一樣」，趣味地反駁了大眾普遍對於透視「始終用於描繪深面（recession）」的印象。在別墅的其它地方，有色彩鮮豔的非構圖牆，屬於第一風格，其中一部分在大都會藝術博物館和羅浮宮展出。

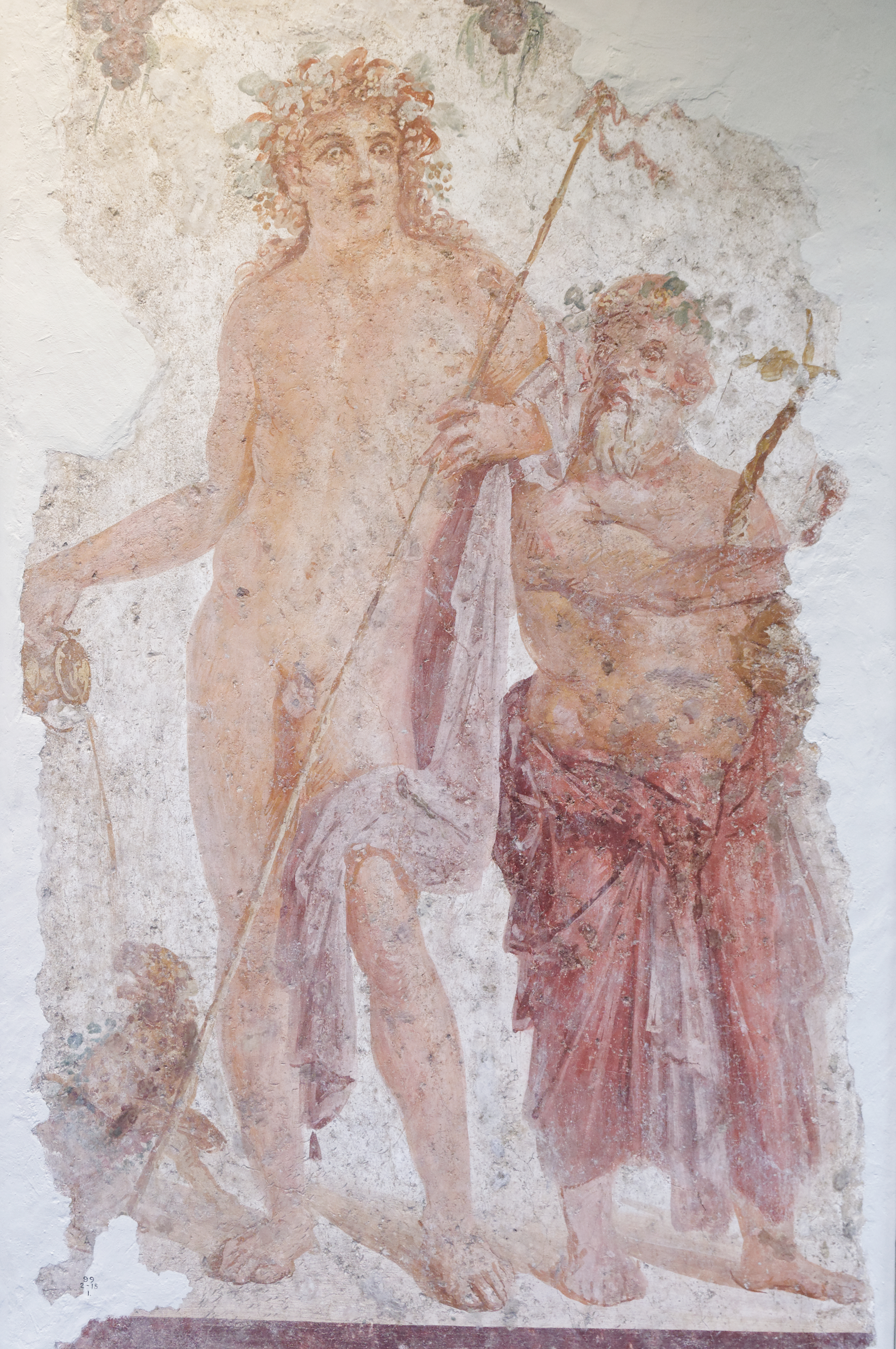
酒神巴克斯與森林之神西勒諾斯，大英博物館

### 圖庫

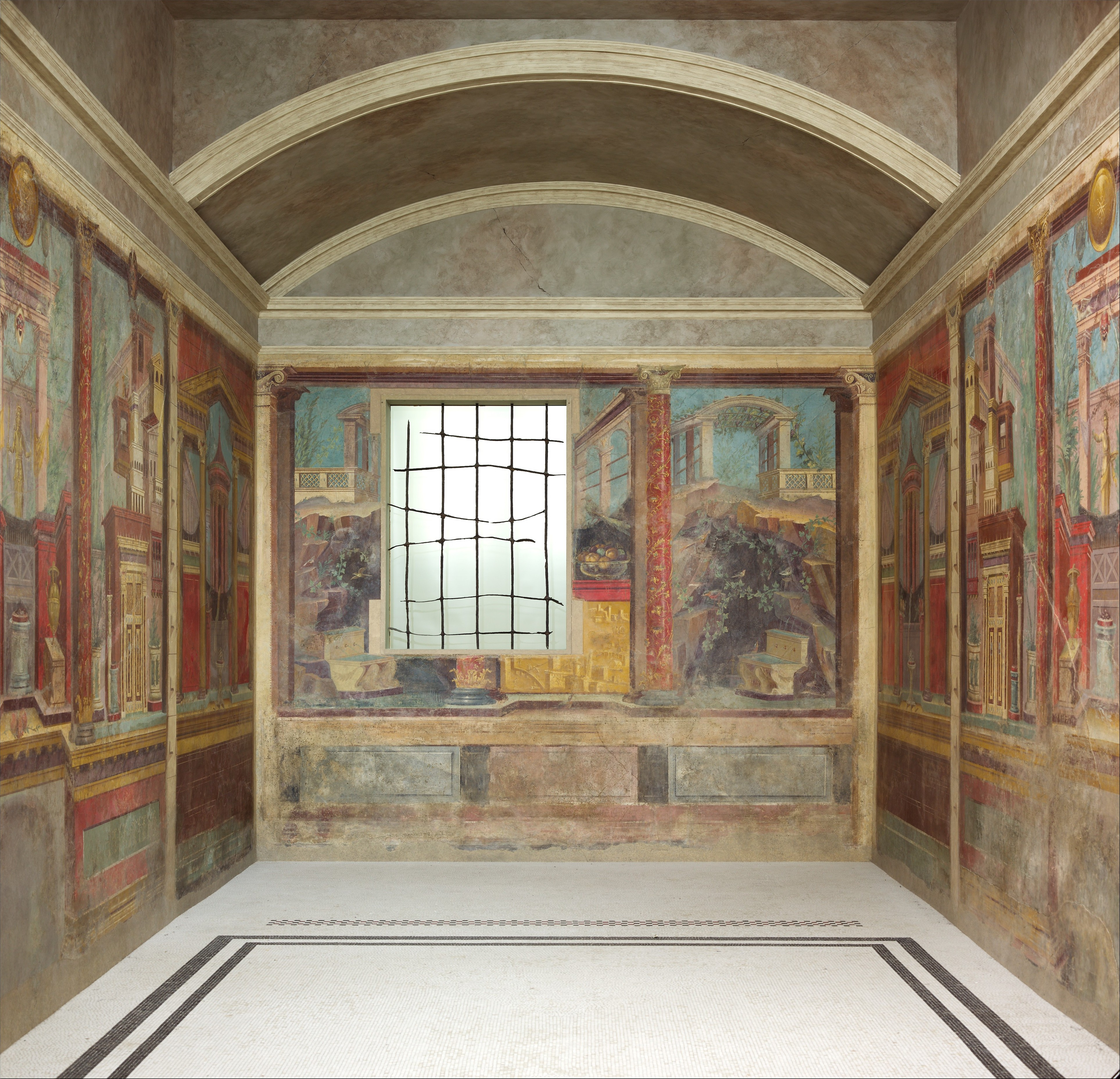
希尼斯特别墅的「臥室」（Cubiculum）現藏於大都會博物館
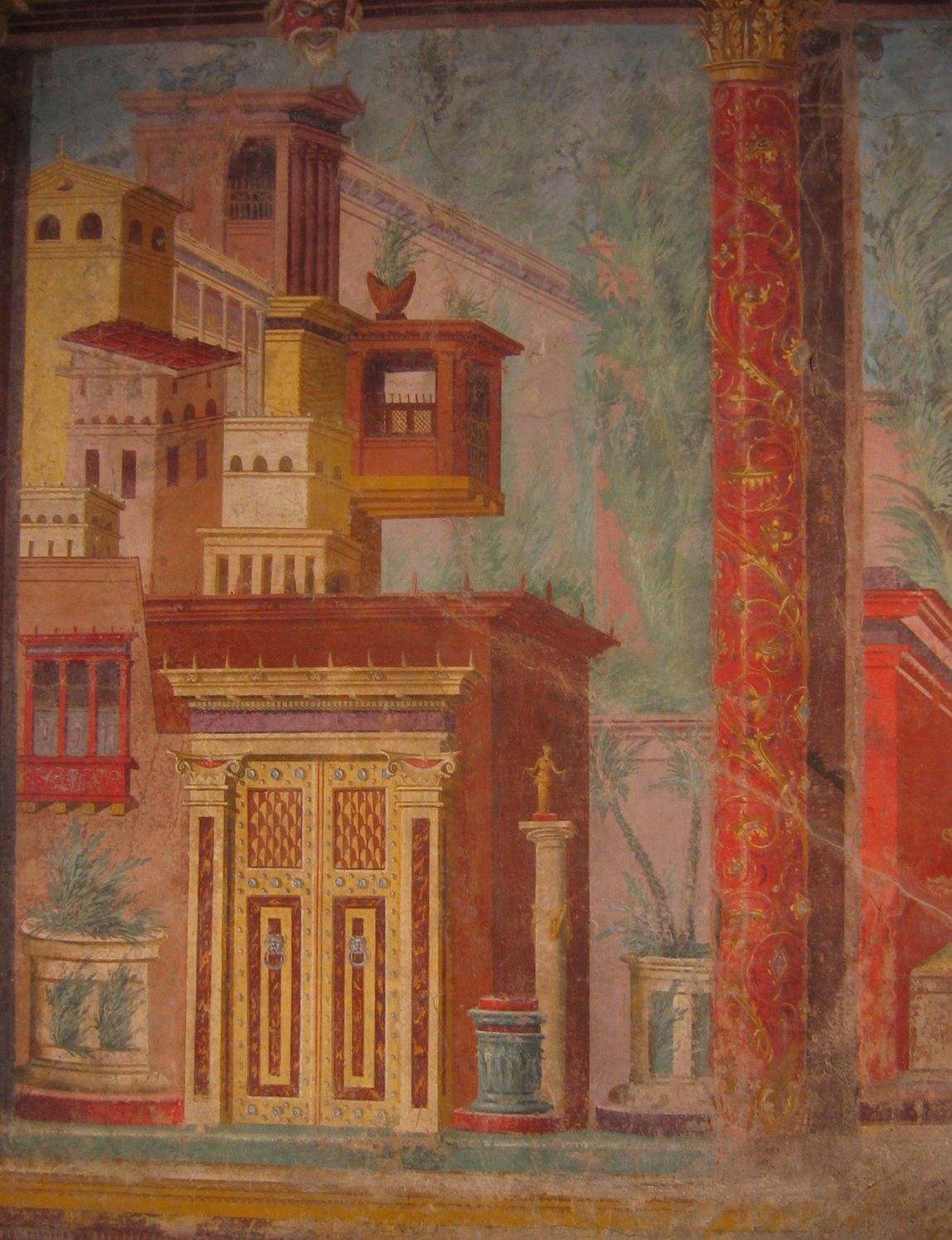
大都會博物館「臥室」的原東牆，二維面板的建築細節
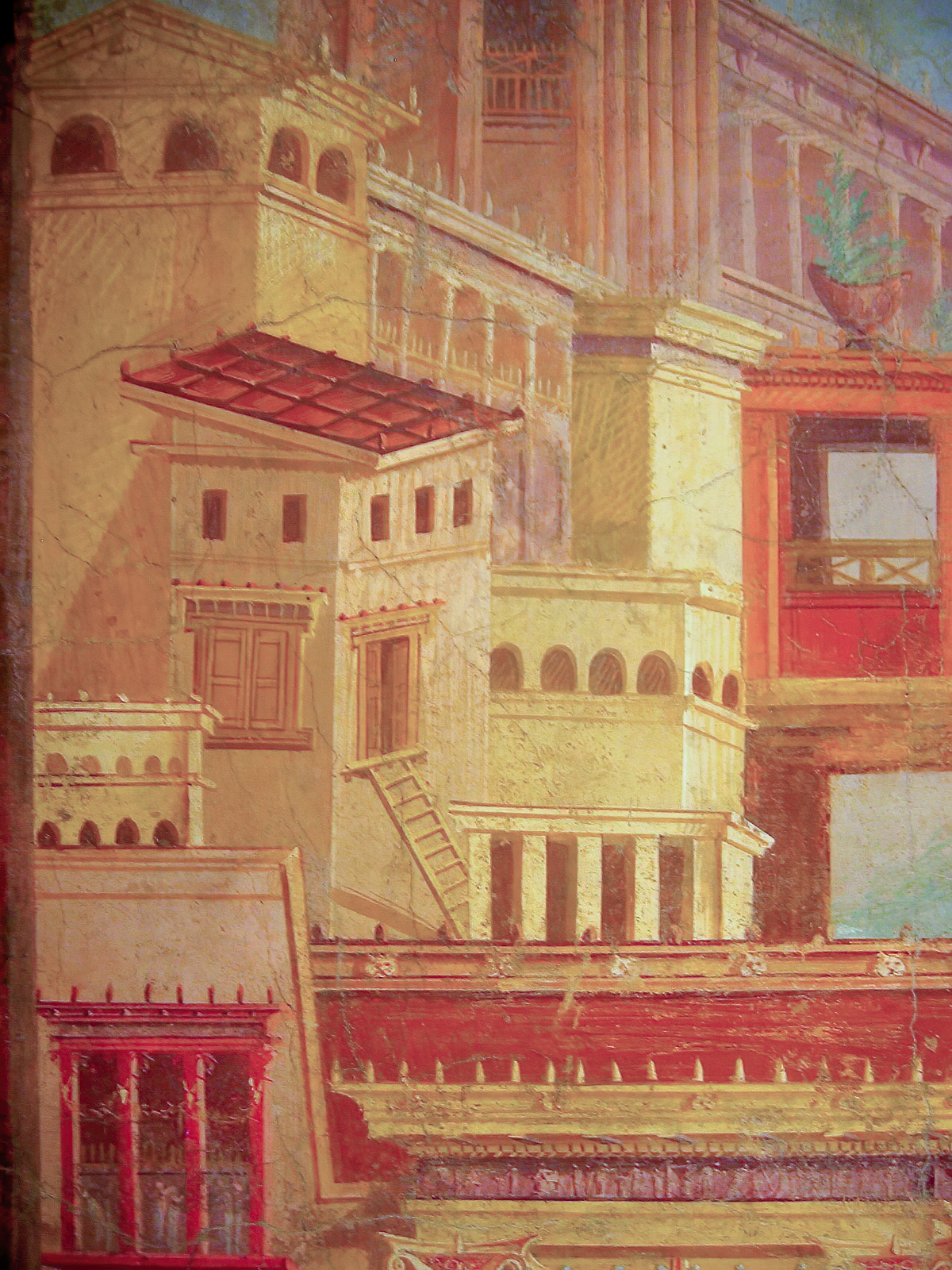
正交邊緣和顏色處理的細節
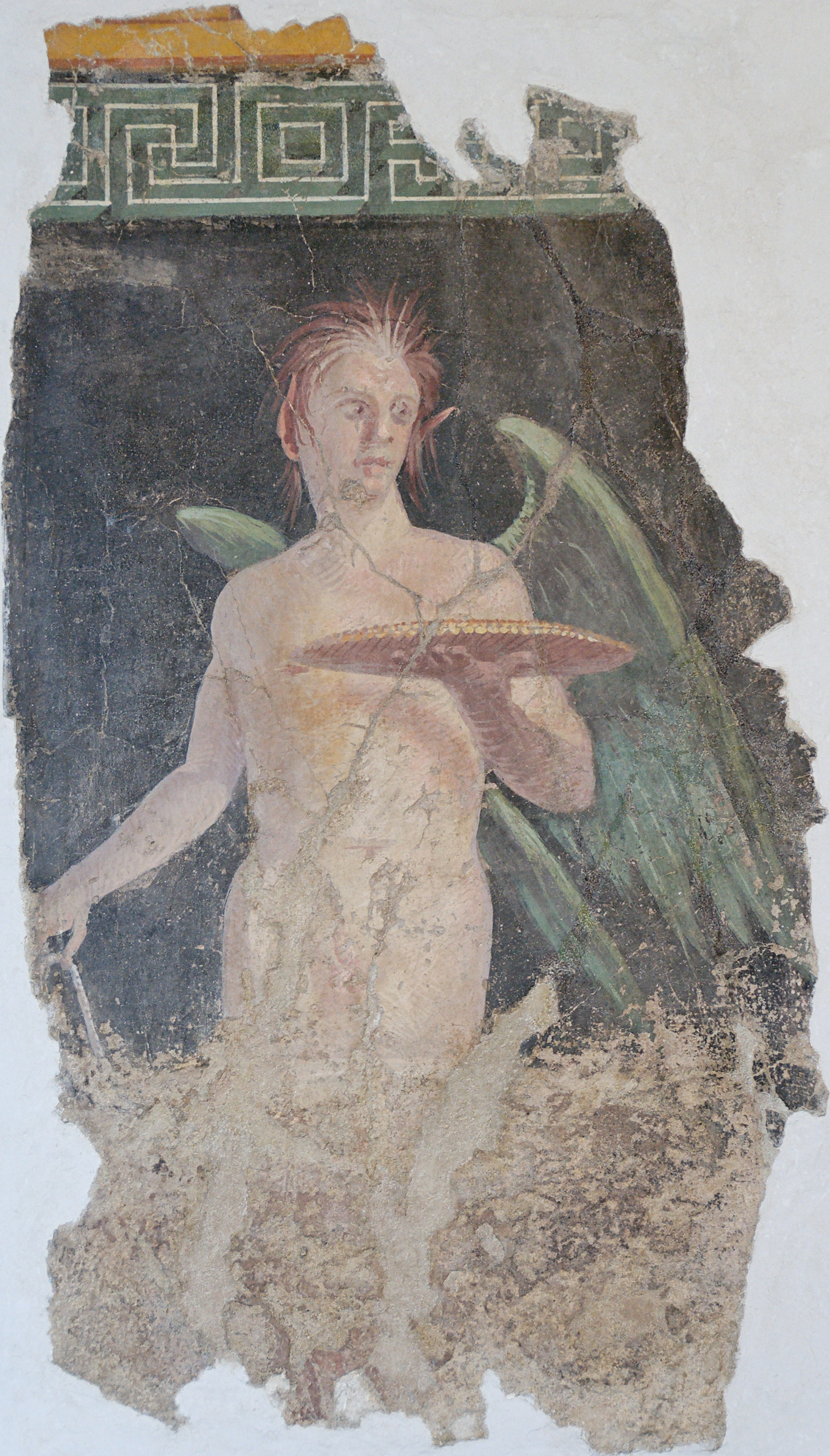
有翅膀的精靈，來自列柱中庭
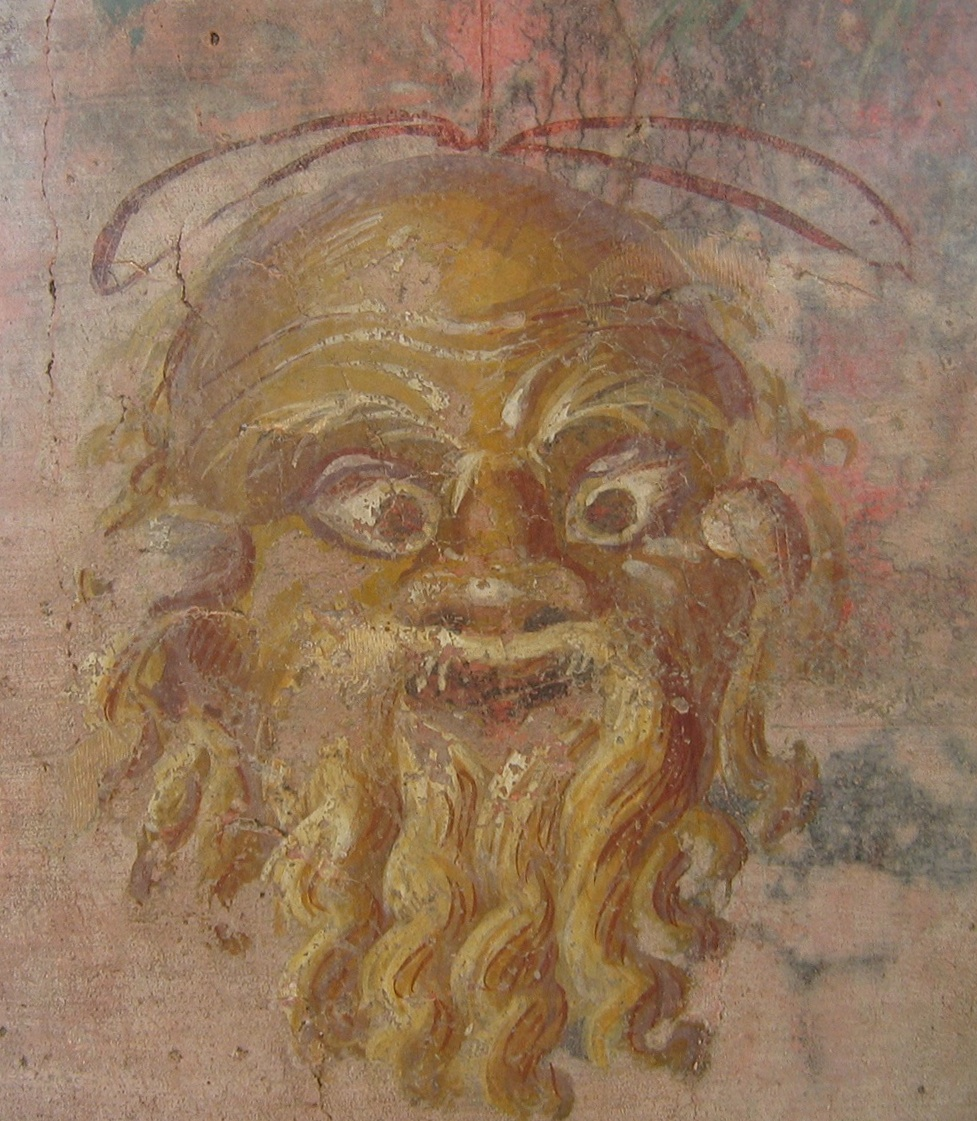
西勒諾斯面具，來自有座前廊（英语：Exedra）（exedra）的花環（garland）

## 德拉皮薩內拉別墅

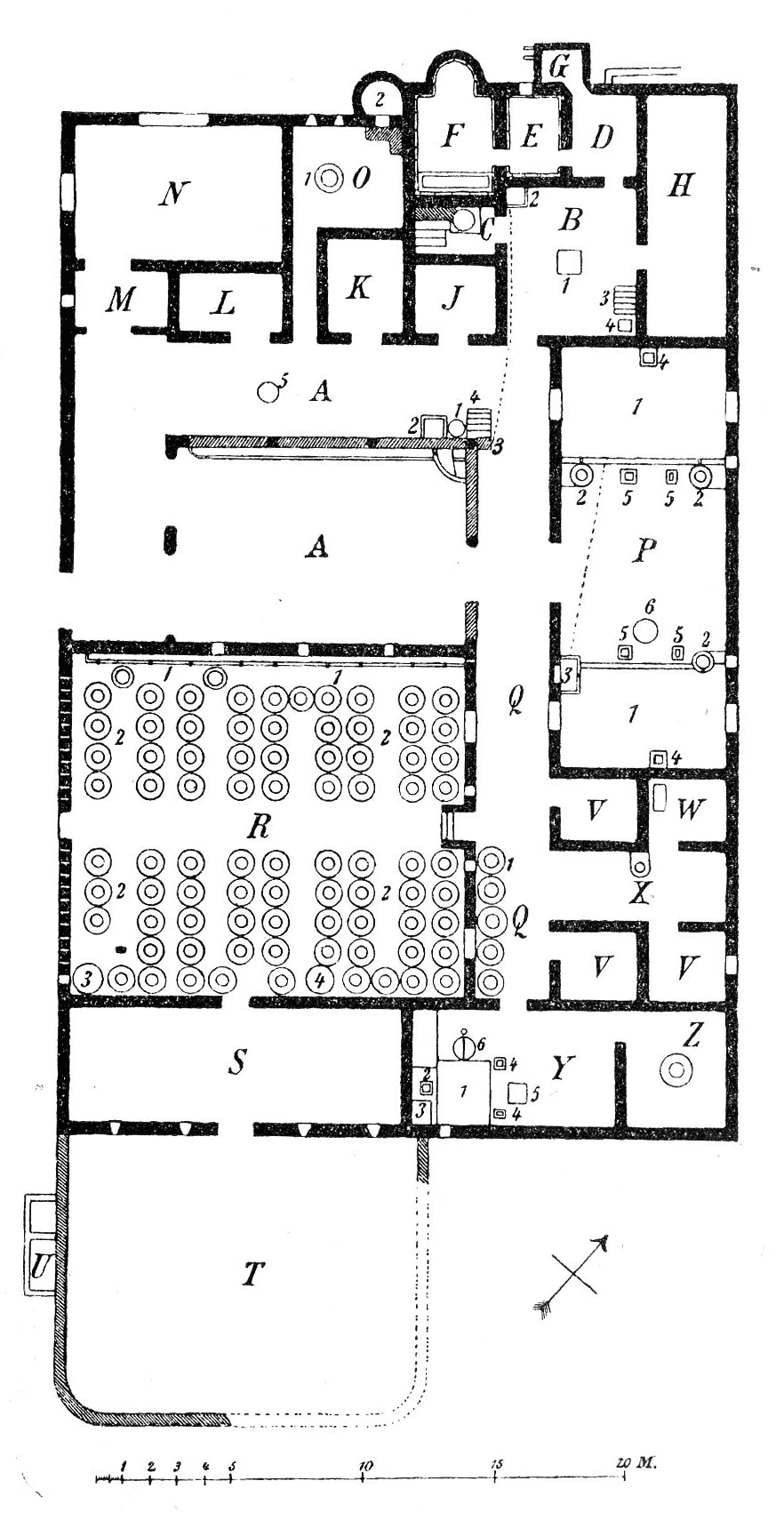
德拉皮薩內拉別墅平面圖：A-庭院、中庭、B-廚房、C-G-caldarium等房間帶溫水浴池的浴室、H-馬廄（？）， E-儲藏室，KL-客廳，N-餐廳，M-前廳，O-麵包房，P-葡萄酒壓榨機，Q-走廊，R-葡萄酒倉庫，T-脫粒場，U-雨水收集池，VVV-客廳，X-人工軋機，Z-榨油機

這座別墅是由地主所挖掘出土，自1876年起在幾季的時間內完成。
在1894年的發掘中發現一座佔地1000平方公尺的鄉村別墅，有明確的住宅空間和帶浴室的農舍，以及用於生產和儲存葡萄酒和油的倉庫。東西都還在原位，物品擺設也與平時完全相同：室內陳設、飾有獅首形狀面具的青銅浴缸。在一個大型櫃子裡有50把鑰匙和銀製餐具；在廚房裡發現一條狗的骨架，被鏈子拴著；在馬廄裡有幾匹被拴住的馬骨，當中有一匹馬已經設法逃脫。在葡萄酒壓榨室（torcularium）首先發現了三具人骨，其中有一位女性，可能是這棟屋子的女主人，戴著華麗的金耳環和黃寶石。
1895年，人們在酒窖的地板上發現了一具屍體，屍體被發現死在所謂的伯斯科雷阿萊寶藏中，這堆寶藏包括102件物品：銀製餐具、手鐲、耳環、戒指、雙金鏈，而這些銀器的最後主人可能是叫馬克西瑪的女人，她的名字出現在許多器皿上。一千枚金幣還待在一個皮包的殘骸中。這些財寶是在葡萄酒壓榨室發現的，在火山爆發時，葡萄酒壓榨室可能是別墅中少數的避風港，可能是主人下令讓一個值得信賴的人將財寶藏在此處，以待將來使用。
所有的財寶都被偷運到法國變賣了。
1896年，安吉洛 · 帕斯基（Angiolo Pasqui）恢復了挖掘別墅的工作：它由西北部的主要住宅、生產及服務區（pars rustica）所組成。這裡農舍庭院的動物養殖技術純熟，一樓大部分的房間都被用來加工和保存油、酒和穀物。

### 來源
- Hornblower, Simon; Antony Spawforth. . London: Oxford University Press. 1996: 254. ISBN 0-19-866172-X.
- Milne, Margerie J. . The Metropolitan Museum of Art Bulletin (The Metropolitan Museum of Art). 1930, 25 (9): 188–190. JSTOR 3255709. doi:10.2307/3255709.
- . The Metropolitan Museum of Art Bulletin. Winter 1987–1988, 45 (3): 17–36. JSTOR 3269140. doi:10.2307/3269140.
- Bettina Bergmann et al., Roman Frescoes from Boscoreale: The Villa of Publius Fannius Synistor in Reality and Virtual Reality (Metropolitan Museum of Art Bulletin 62.4 [Spring 2010])

## 延伸閱讀
- Philippe de Montebello. . New York: Metropolitan Museum of Art. 1994.

## 外部連結
- Official Pompeii site of the SANP （页面存档备份，存于）
- Villa of Publius Fannius Synistor （页面存档备份，存于）
- The Metropolitan Museum of Art Guide （页面存档备份，存于）, a collection catalog from The Metropolitan Museum of Art containing information on Villa Boscoreale (page 325)
- Official site of the National Archaeological Museum in Naples （页面存档备份，存于）: themed collections for Pompeii
- Some of the best illustrations of art and artistic small finds （页面存档备份，存于） many put back into their original find locations on pompeiiinpictures
- Romano-Campanian Wall-Painting （页面存档备份，存于）